# Архидам I
Архидам I (на старогръцки: Ἀρχίδαμος, Archidamos), син на Анаксидам, е 12-ият от династията Еврипонтиди цар на Спарта през 7 век пр.н.е., ок. 635 пр.н.е. – 595 пр.н.е.
Той се жени за Лампито. След него цар става син му Агазиклей.